# Deutsche Bank Park
Deutsche Bank Park este un stadion de fotbal situat în orașul Frankfurt pe Main. Pe stadion au loc meciurile echipelor Eintracht Frankfurt începând cu sezonul 1925. Are o capacitate de 51.500 locuri.

## Istorie
Stadionul este construit pe locul celebrului său predecesor – legendarul Frankfurter Waldstadion. Din 2005 până în 2020 s-a numit Commerzbank-Arena.

## Campionatul Mondial de Fotbal 2006
Stadionul a fost gazdă la Campionatul Mondial de Fotbal 2006.
Următoarele meciuri s-au jucat pe arenă în cadrul competiției:
| Data          | Ora (CET) | Echipa #1     | Rezultat | Echipa #2 | Runda              | Spectatori |
| ------------- | --------- | ------------- | -------- | --------- | ------------------ | ---------- |
| 10 iunie 2006 | 15:00     | Anglia        | 1–0      | Paraguay  | Grupa B            | 48.000     |
| 13 iunie 2006 | 15:00     | Coreea de Sud | 2–1      | Togo      | Grupa G            | 48.000     |
| 17 iunie 2006 | 15:00     | Portugalia    | 2–0      | Iran      | Grupa D            | 48.000     |
| 21 iunie 2006 | 21:00     | Țările de Jos | 0–0      | Argentina | Grupa C            | 48.000     |
| 1 iulie 2006  | 21:00     | Brazilia      | 0–1      | Franța    | Sferturi de finală | 48.000     |